# Castiglione Chiavarese
Castiglione Chiavarese là một đô thị ở tỉnh Genova thuộc vùng Liguria, nằm ở vị trí cách khoảng 50 km về phía đông nam của Genova.
Castiglione Chiavarese giáp các đô thị sau: Carro, Casarza Ligure, Deiva Marina, Maissana, Moneglia.